# Brandon Brooks (Wasserballspieler)
Brandon Brooks (* 29. April 1981 in Rock Island, Illinois) ist ein ehemaliger Wasserballspieler aus den Vereinigten Staaten. Er gewann 2008 die olympische Silbermedaille. Einmal siegte er mit dem Team der Vereinigten Staaten bei den Panamerikanischen Spielen.

## Karriere
Im Alter von acht Jahren zog Brooks mit seiner Familie von Illinois nach Honolulu und besuchte die Punahou School. Ab 1999 studierte er an der University of California, Los Angeles und spielte für deren Sportteam, die UCLA Bruins. Nach seiner Graduierung war er beim Los Angeles Water Polo Club.
Bei der Weltmeisterschaft 2003 in Barcelona verlor das US-Team im Viertelfinale gegen Griechenland und belegte insgesamt den sechsten Rang. Brandon Brooks war Stammtorhüter mit Genai Kerr als Ersatzmann. Bei den Panamerikanischen Spielen 2003 siegte das US-Team im Finale gegen die brasilianische Mannschaft. Bei den Olympischen Spielen in Athen 2004 bildeten erneut Brooks und Kerr das Torhütergespann, wobei Kerr nur zu einem Kurzeinsatz gegen Australien kam. Die Mannschaft erreichte den siebten Platz.
2005 wurde die australische Mannschaft Elfte bei den Weltmeisterschaften in Montreal. Nach einer Unterbrechung kehrte Brooks 2008 ins Nationalteam zurück. Beim olympischen Wasserballturnier 2008 in Peking gewann die Mannschaft aus den Vereinigten Staaten ihre Vorrundengruppe vor den Kroaten und den Serben. Im Halbfinale traf das Team wieder auf die Serben und siegte mit 10:5. Das Finale gewannen die Ungarn mit 14:10, die Mannschaft aus den Vereinigten Staaten erhielt die Silbermedaille. Merrill Moses war Stammtorwart, Brandon Brooks kam in einem Vorrundenspiel und in der Schlussphase des Finales zum Einsatz.
Nach Beendigung seiner Aktivenzeit war Brook acht Jahre Cheftrainer des Frauenteams der UCLA Bruins. Nachdem seine Mannschaft 2017 im Finale der NCAA-Meisterschaft gegen Stanford verloren hatte, erklärte Brooks seinen Rücktritt.